# Air Madagascar
Az  Air Madagascar vagy hivatalos nevén Société Nationale Malgache de Transports Aériens S.A. (IATA: MD, ICAO: MDG, Hívójel: AIR MADAGASCAR) Madagaszkár nemzeti légitársasága. Székhelye Antananarivóban  a 31 Avenue de l'Indépendance alatt található, ami a legnagyobb bázisát az Ivato nemzetközi repülőtérről üzemelteti. A légitársaság Madagaszkárról indít járatokat Európába, Ázsiába, illetve számos afrikai és indiai-óceáni országba és ezenkívül belföldi hálózata is jelentős.
A vállalatot 1947 márciusában alapították, hogy a Transports Aériens Intercontinentaux és az Air France légitársaságok járathálózatához szállítson utasokat. Kezdetben belföldi útvonalakon üzemelt, de az 1960-as évek végén és az 1970-es években elkezdett terjeszkedni, majd nemzetközi járatokat is indított Franciaországba és a Dél-afrikai Köztársaságba.
Az elmúlt években a légitársaságot privatizálni próbálták, de sikertelenül és emiatt az egyébként veszteséges légitársaság többségi tulajdonosa továbbra is Madagaszkár kormánya maradt.

## Története

### Kezdeti évek
Az Air Madagascart 1947 márciusában hozta létre a Transports Aériens Intercontinentaux (TAI) légitársaság azért, hogy utasokat szállítson a TAI és az Air France járathálózataihoz. A légitársaság két Air France Douglas DC–3-as és hat de Havilland Dragon Repide típusú repülőgéppel kezdte meg a tevékenységét. 1957-ben a TAI és a Messageries Maritimes légitársaságok részesedést szereztek a vállalatban, és 1958-ban egy újabb DC–3-as repülőgéppel bővült a flotta. 1961-ben a madagaszkári kormány, az Air France és a TAI átszervezte a légitársaságot. Az Air France helyi hálózatát átszervezték a légitársasághoz és 1961 áprilisában a légitársaságot átnevezték Madairre, amely az újonnan függetlenedett Madagaszkár nemzeti légitársasága lett. 1961. augusztus 23-án a Madair jogállását rendeleti úton is jóváhagyták. 1961. október 20-án a vállalat megnyitotta az Antananarivo–Dzsibuti–Párizs útvonalát egy Douglas DC–7 típusú repülőgéppel, amit a TAI légitársaságtól kölcsönöztek. 1961. november 13-án megalapították a Société Nationale Malgache des Transports Aériens-t, más néven a Madair légitársaságot, 400 millió franknyi tőkével, 447 alkalmazottal és egy flottával, amelyet két DC–4-es, hét DC–3-as és négy Dragon Repide típusú repülőgép alkotott. A kormány 20%-os, az Air France 44%-os, míg a TAI 36%-os részesedéssel rendelkezett a légitársaságban, de a kormánynak lehetősége volt, hogy később a részesedését 65%-ra növelje.

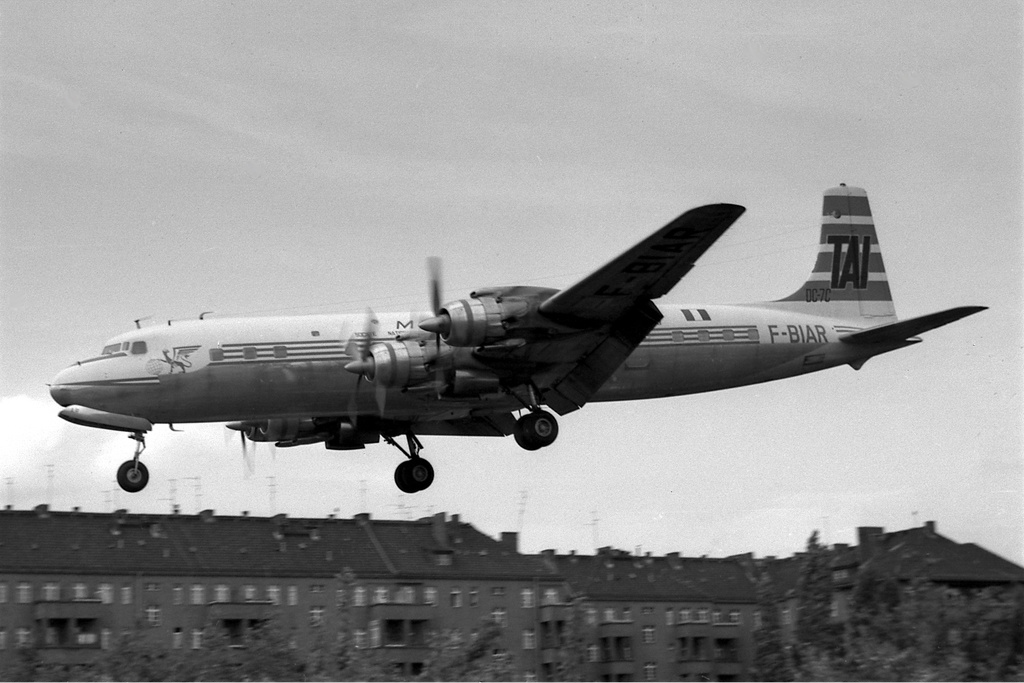
Egy Madair DC–7-es a Berlin-Tempelhof repülőtéren, Nyugat-Berlinben (1962-ben)

1962. január 1-jén a Madair egy 58 várost összekötő hálózatot vett át Madagaszkáron, és október 14-én a légitársaságot átnevezték Air Madagascarra, mivel a Madair névről negatív imázs alakult ki az emberekben. 1962-ben az Air Madagascar 103 ezer utast, 7500 tonna árut, 375 tonnányi postai küldeményt szállított és 2,4 millió kilométert repült. 1962. december 31-én a vállalatot átnevezték Société Nationale Malgache des Transports Aériens — Air Madagascarra. 1963-ban a légitársaság járatokat indított a Comore-szigetekre DC–4-es repülőgépekkel. 1963. május 14-én a madagaszkári kormány megemelte a tőkéjét 460 millió frankra a vállalatban és a részesedését 20%-ról 30,44%-ra.

### Sugárhajtású korszak
1963 októberében a légitársaság aláírt egy szerződést az Air France légitársasággal, melynek eredményeként az Air Madagascar 1964 júliusában Dzsibuti érintésével járatot indított Párizsba egy Boeing 707-es repülőgéppel, amit átfestettek az Air Madagascar arculatára, és aminek a fedélzeten az Air France személyzete szolgált. 1965-től a Dragon Repide típusú repülőgépeket elkezdték lecserélni, főleg a Piper Aircraft által gyártott repülőgépekre és egy Aérospatiale N 262 típusú repülőgépre, amelyet 1966-ban rendeltek. A légitársaság 1968-ban járatot indított Rómába, és 1969 szeptemberében beszerezte az első Boeing 737-200 típusú repülőgépét. A repülőgép karbantartásáért a South African Airways volt a felelős. 1969. október 15-én az Air Madagascar új útvonalat nyitott Johannesburgba, míg decemberben Dar es-Salaamba és Nairobiba is, Mahajanga érintésével. 1970. február 14-től a johannesburgi járatok Maputóban is leszálltak. November 1-től a Boeing 737-esek leváltották a DC–4-es repülőgépeket a Comore-szigetekre induló járatoknál.

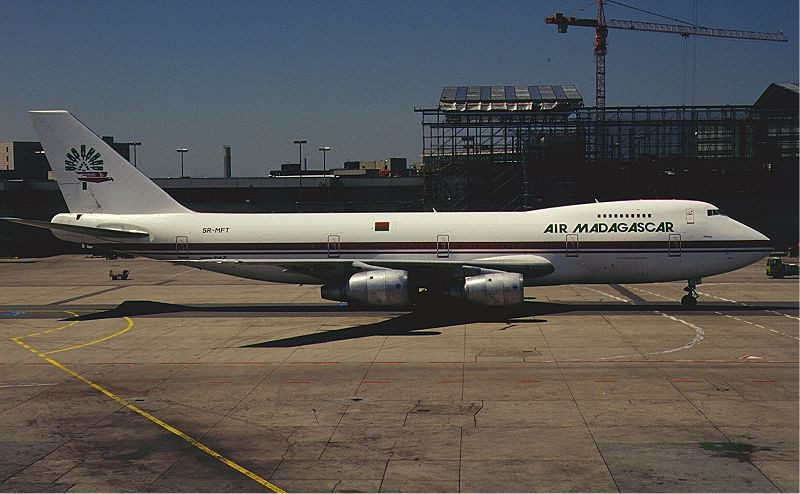
A korábbi Air Madagascar Boeing 747-200B Combi a frankfurti repülőtéren

1971-ben a vállalat négy de Havilland Canada DHC–6 Twin Otter típusú repülőgépet szerzett be, lehetővé téve a légitársaság számára néhány DC–3-as nyugdíjazását, amelyeket végül a madagaszkári hadseregnek adtak át. 1972-re a légitársaság Boeing 737-es repülőgépeket üzemeltetett belföldi útvonalakon Toamasinába, Nosy Bébe, Antsirananába és Sambavába, megengedve a légitársaságnak, hogy két DC–4-es repülőgépet nyugdíjazzon. A vállalat második Boeing 737-es repülőgépét 1972 decemberében szállították le, amelynek köszönhetően a légitársaság bővíteni tudta a járatainak listáját. 1974 áprilisától a Boeing 737-esek repültek Mananjaryba, Tuléarba és Fort Dauphinba is. 1975-ben a légitársaság csatlakozott az Afrikai Légitársaságok Szövetségéhez (AFRAA). A késő 1970-es években megszüntették a johannesburgi járatot a dél-afrikai apartheid miatt. 1979-ben a légitársaság beszerezte az első szélestörzsű repülőgépét, egy Boeing 747-200B Combi típusú repülőgépet, amelynek a karbantartását az Air France végezte. Szintúgy 1979-ben a légitársaság járatokat indított Zürichbe, Frankfurtba, Münchenbe és Rómába. 1986 elején a vállalat csatlakozott a Nemzetközi Légi Szállítási Szövetséghez, és ugyanebben az évben megrendelt egy ATR 42-es repülőgépet, hogy lecserélje a Hawker Siddeley HS 748 típusú repülőgépeit, amik 1980 januárjában lettek leszállítva a légitársasághoz. 1990-ben indították újra a járatot Johannesburgba. 1994-ben a légitársaság egy Boeing 737-300-as repülőgépet bérelt az ILFC-től, amelyet szeptember 12-én szállítottak le és több országba is repült, többek között a Dél-afrikai Köztársaságba, a Comore-szigetekre, Mauritiusra, Kenyába, Réunionra és a Seychelle-szigetekre. Az Air Madagascar 1995-ben elvesztette a belföldi járatokra szóló monopóliumát, miután a kormány liberalizálta a piacot, azonban csak néhány konkurens légitársaság jelent meg.
1997 szeptemberében a légitársaság további három ATR 42 típusú repülőgépet rendelt, októberi kiszállítással. 1998 októberében a vállalat járatokat indított Kínába és Szingapúrba, de az utóbbi útvonalat 2002-ben felfüggesztették.

### A privatizáció felé

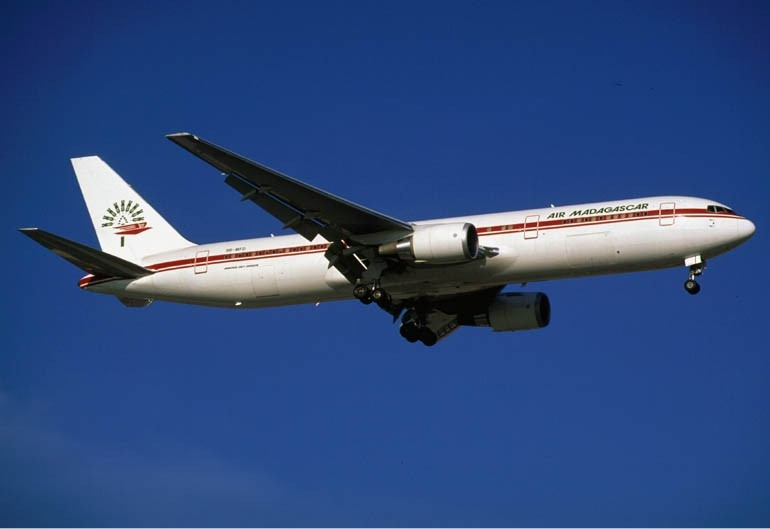
Egy korábbi Air Madagascar Boeing 767-300ER

A vállalat átszervezési tervének a részeként, aminek a célja a légitársaság privatizációra való felkészítése volt, 1998 januárjában az Air Madagascar bejelentette, hogy lecseréli a Boeing 747-200B Combi típusú repülőgépét egy Boeing 767-300ER-re. A légitársaság a repülőgépet a Boeingtól vásárolta meg 1999 áprilisi szállítással, illetve egy másik repülőgépet bérelt a GE Capital Aviation Servicestől 1998 márciusában. A kormány tervei szerint 1999-ben a légitársaságot egy az Air France légitársaságot is magába foglaló konzorciumba privatizálták volna, viszont ezt felfüggesztették, miután a Madagaszkári Nemzeti Bank nem teljesítette a kifizetéseit az African Export–Import Bank felé a légitársaság Boeing 747-es repülőgépéért.
2002-ben a Lufthansa Consulting szerződést kötött az Air Madagascar légitársasággal, hogy javítsa a légitársaság hatékonyságát és vonzóbbá tegye azt a privatizáció számára. A légitársaság hitelezői 2002 novemberében beleegyeztek, hogy elengedik a vállalat adósságainak felét, a többit pedig átütemezik egy három éves ciklusra. Egy társadalompolitikai válság miatt 2001 első felében 66%-kal csökkent az utasforgalom és 71%-kal a teherszállítás mértéke, ami a légitársaság bevételeit csökkentette. A légitársaság 2003. április 27-én újraindította a járatát Párizsba, átvéve a Blue Panorama Airlines légitársaságtól, amely a válság kezdete óta az Air Madagascar nevében üzemeltette a járatot.
2004-ben a légitársaság lecserélte a logóját a ma is látható emblémára, illetve járatokat indított Bangkokba és Milánóba.
Az első ATR 72-500-as típusú repülőgépet 2005. november 14-én szállították le a légitársaságnak, míg a második repülőgépet a Dubai Air Show alatt néhány héttel később. 2006 decemberében a légitársaság megszerezte az IOSA (IATA Operational Safety Audit) bizonyítványt és egy újabb ATR 42-500-as repülőgéppel bővítette a flottáját.
2007-ben a légitársaság új járatot indított Antananarivóból Marseille-be, majd 2009. június 17-én Nosy Be és Párizs között közvetlenül. Ugyanebben az évben indult az Air Madagascar új járata Kantonba is.

### 2010-es évek
2011-ben a légitársaság felkerült az Európai Unióból kitiltott légitársaságok listájára az egyre öregebb Boeing 767-300-as repülőgépeikkel kapcsolatos biztonsági aggályok miatt, ezért a légitársaságnak bérelnie kellett egy Boeing 777-200-as típusú repülőgépet az Euro Atlantic Airways légitársaságtól, hogy üzemeltetni tudja európai járatait.

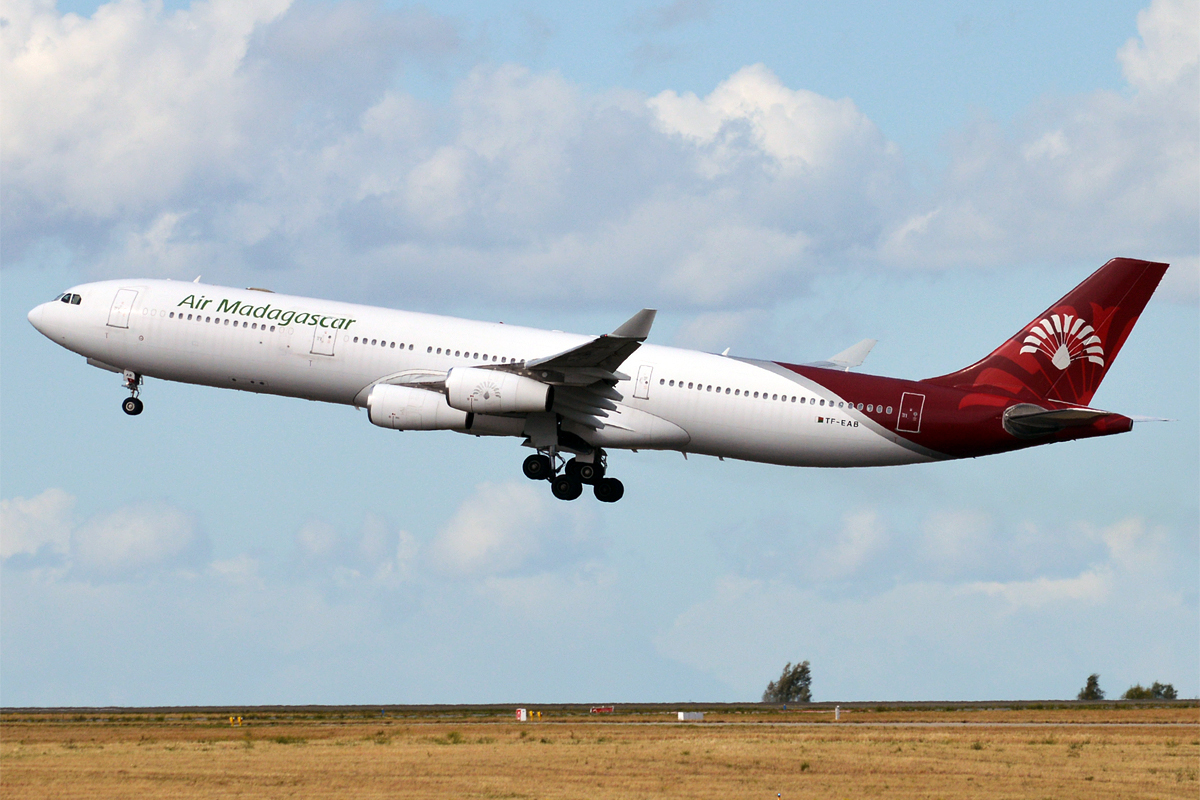
Az Air Madagascar egyik Airbus A340-300-as típusú repülőgépe

2012-ben a légitársaság teljes bérleti megállapodást írt alá az Air France légitársasággal két Airbus A340-300-as repülőgép bérléséről. Az első repülőgépet 2012 áprilisában szállították le és először az Air France személyzetével működött (ma már az Air Atlanta Icelandic légitársaság személyzetével), míg a második repülőgép 2012 júliusában érkezett meg, ami már madagaszkári flottával működött. Annak ellenére, hogy a két repülőgép 14 és 12 éves, illetve megkérdőjelezhető az üzemanyag-hatékonyságuk, ezek a repülőgépek lehetővé tették a légitársaságnak, hogy újraindítsák európai járataikat a saját színeik alatt.
2012. augusztus 28-án az Air Austral, az Air Mauritius és az Air Madagascar bejelentette, hogy több ázsiai útvonalon is együtt fognak működni egymással.
Az Air Seychelles és az Air Madagascar 2015. február 5-én helymegosztási megállapodást kötött, több mint egy évvel azután, hogy a Seychelle-szigetek és a szomszédos indiai-óceáni szigetállam, Madagaszkár között 33 év kihagyást követően 2014. december 3-án újraindították a járatokat. Február 17-én a légitársaság megrendelt két ATR 72-600-as repülőgépet, amelyeket 2015 első felében szállítottak ki. Március 15-én ezt a rendelést három gépre bővítették, így a szerződés összértéke 77 millió dollár lett.
2015 májusában a légitársaság beleegyezett, hogy négy másik légitársasággal együtt létrehozzon egy légiszövetséget Vanilla Alliance néven. A szövetség végül szeptember 21-én alakult meg, alapító tagjai a következő légitársaságok voltak: Air Madagascar, Air Austral, Air Mauritius, Air Seychelles, Int’Air Îles. 2015 novemberében a vállalat megszüntette a kantoni és a bangkoki járatait.
2016. június 17-én a légitársaság lekerült az Európai Unióból kitiltott légitársaságok listájáról. Ugyanebben az évben a légitársaság újraindította a járatát Kantonba egy helymegosztási megállapodás miatt, amelyet az Air Austral légitársasággal kötött, és létrehozta a Madagascar Ground Handling (MGH) nevezetű leányvállalatát, amely földi kiszolgálással foglalkozik.

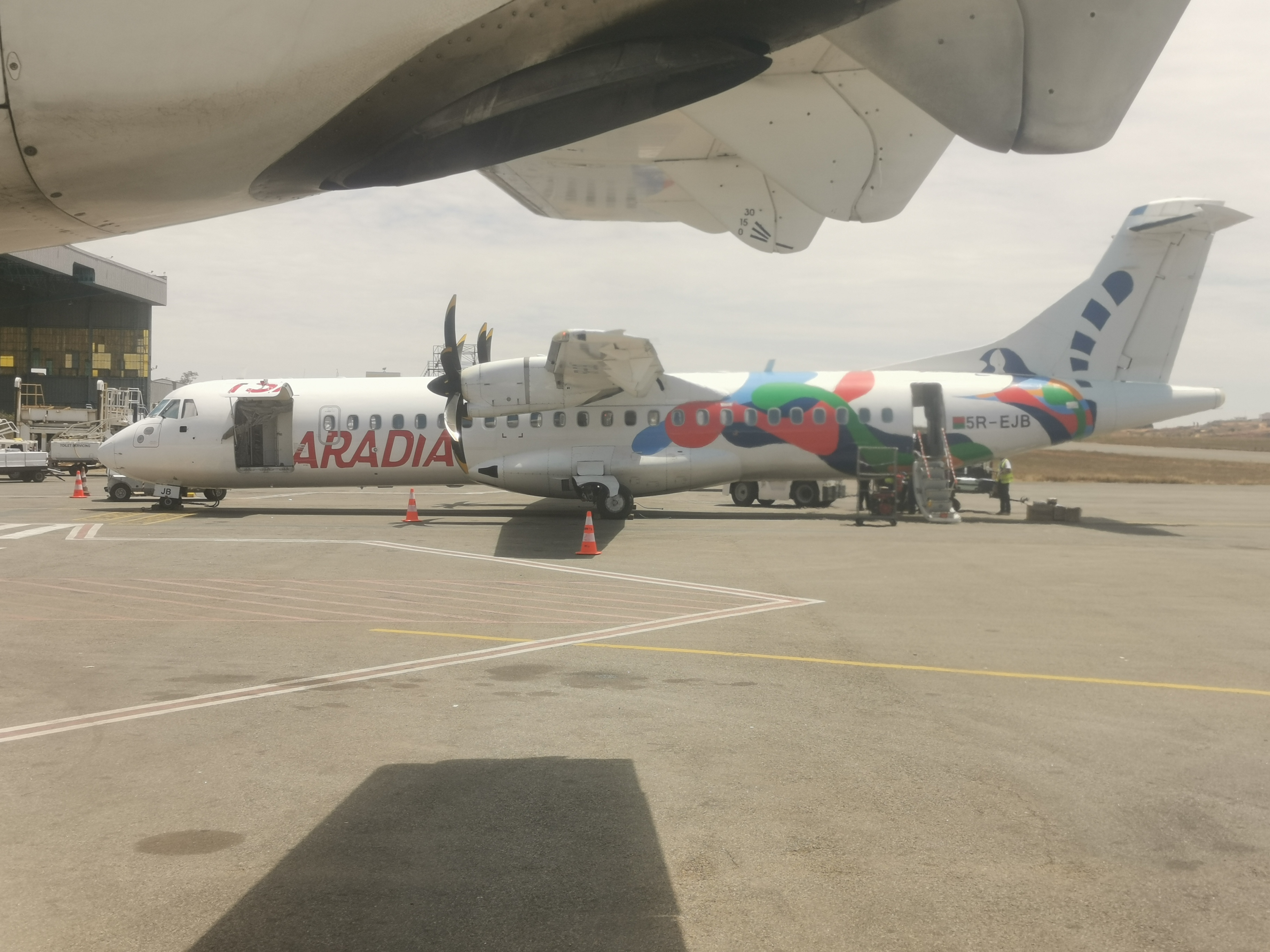
A Tsaradia egyik repülőgépe

2017. október 7-én az Air Madagascar aláírt egy partnerségi megállapodást az Air Austral légitársasággal, így az Air Madagascar légitársaság az Air Madagascar csoporttá alakult át. Ezzel a megállapodással az Air Austral 49%-os részesedést szerzett a csoportban, és 2018 februárjában bemutatott egy kilencéves tervet az Air Madagascar átszervezésére, amely a vállalat pénzügyeinek stabilizálását, stratégiai útvonalak nyitását és a vállalat flottájának bővítését tűzte ki célul.
2018. július 2-án az Air Madagascar létrehozta a Tsaradia nevezetű leányvállalatát, amely a légitársaság belföldi útvonalait kezeli, fejleszti és bővíti. December 10-én az Air Austral közös üzemeltetésű járatot indított a légitársasággal Réunionból Fort Dauphin-ba.
2019. október 12-én az Airbus bejelentette, hogy az Air Madagascar és az Air Austral három-három Airbus A220 típusú repülőgépet rendelt. November 11-én a madagaszkári kormánynak pénzügyileg támogatnia kellett a légitársaságot, miután az Air Austral nem fizette ki az előre megbeszélt 40 millió dollárt az Air Madagascarnak, amelynek így le kellett állítania a járatait. Ez is felgyorsította azt a folyamatot, melynek végén végetért a vállalat és az Air Austral légitársaság közötti partnerség, 2020. július 22-én pedig bejelentették, hogy az Air Austral átadta a részesedését a francia CNAPS-nak.

### 2020-as évek
2020. augusztus 19-én az Air Madagascar 61 indiai személyt mentett ki Antananarivóból, miután a Covid-19-járvány miatt Madagaszkáron ragadtak. Ez a járat volt az első Madagaszkár és India, illetve Antananarivo és Mumbai között.
A madagaszkári kormány 2021. október 13-a és 14-e között terveket vázolt fel az Air Madagascar megmentésére, miután az 80 millió dolláros adósságot halmozott fel. Október 18-án megjelent egy bírósági határozat, amelynek alapján a légitársaságot át kell szervezni.

## A vállalat működése

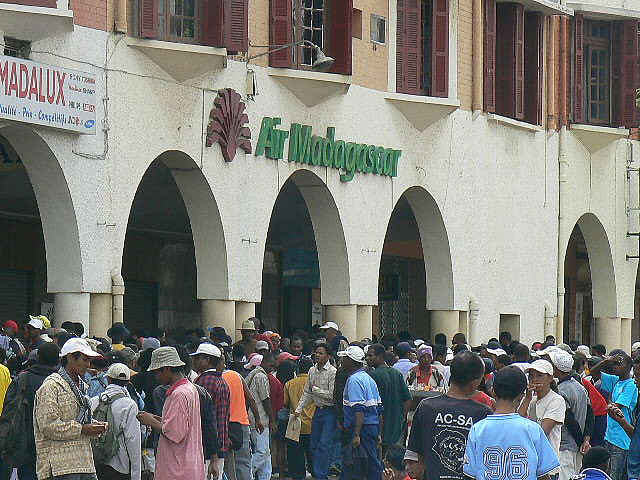
Az Air Madagascar központi irodája

### Tulajdonjog
2020-ban a légitársaság tulajdonjoga a következőképpen alakult:

### Üzleti tendenciák
Az Air Madagascar az AFRAA jelentései szerint szerint súlyos veszteségeket könyvel el, és kormányzati támogatásra van szüksége ahhoz, hogy folytatni tudja a működését.
Az Air Madagascar legfontosabb elérhető tendenciái az alábbiakban láthatók (az AFRAA jelentései szerint):

## Célállomások
Az Air Madagascar afrikai, ázsiai és európai célállomásokat szolgál ki.

### Helymegosztási egyezmények
Az Air Madagascar légitársaságnak a következő légitársaságokkal van helymegosztási egyezménye (2018 júniusában):
| - Air Austral - Air Mauritius - Air Seychelles | - Etihad Airways - Thai Airways |

## Flotta

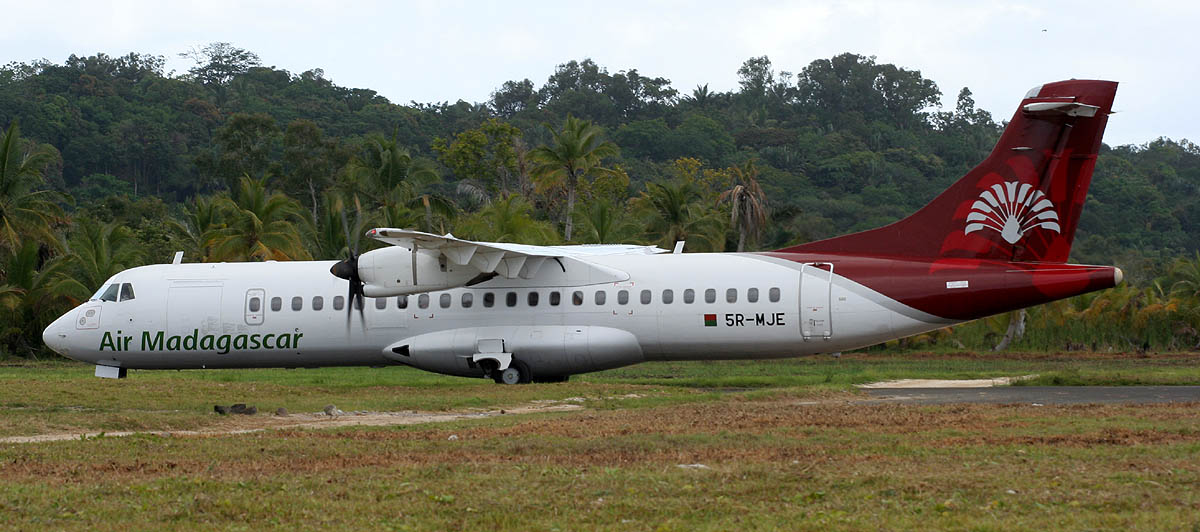
Az Air Madagascar egyik ATR 72-500-as típusú repülőgépe

### Jelenlegi flotta

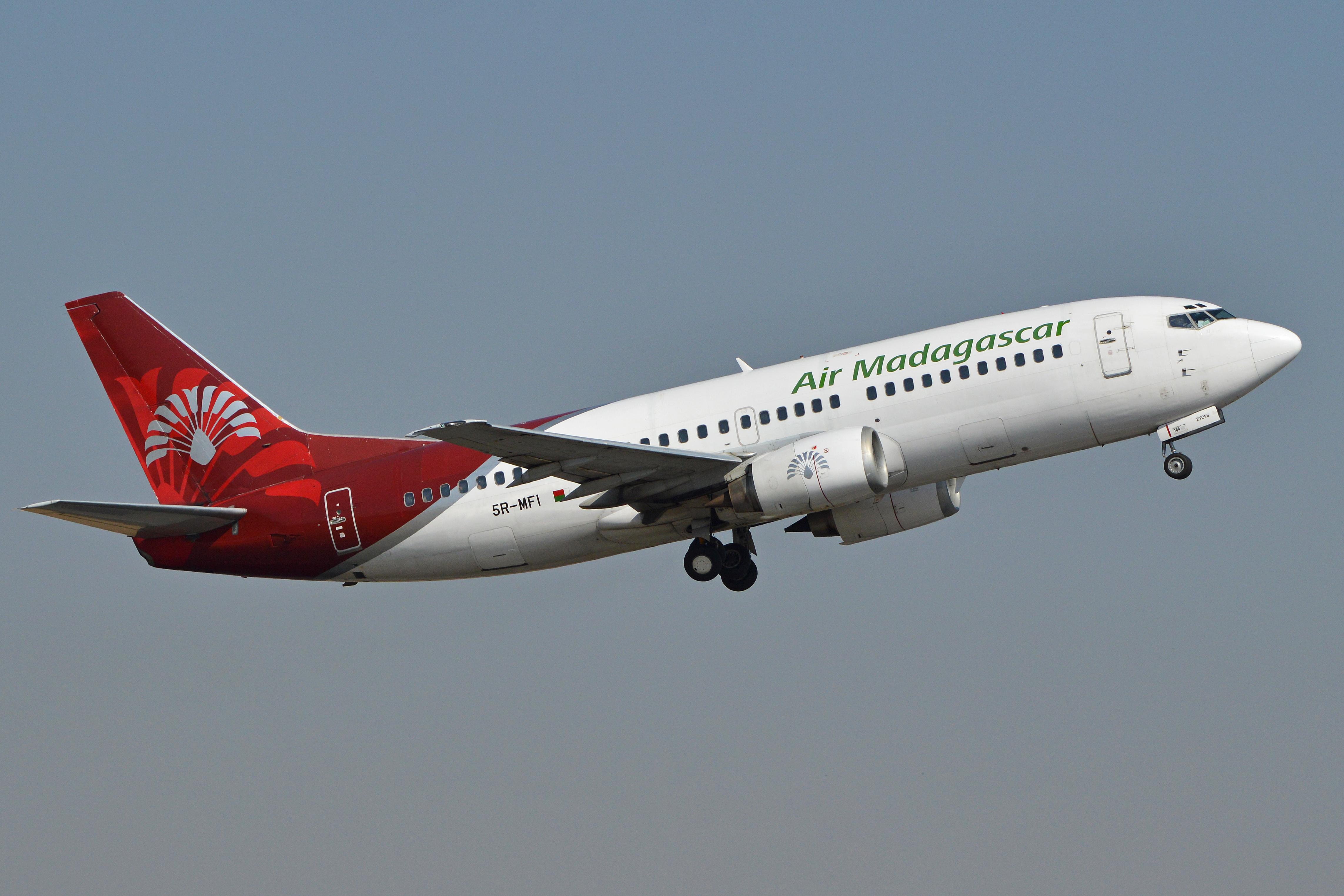
Az Air Madagascar egyik Boeing 737-300-as repülőgépe

Az Air Madagascar flottája 2020-ban a következő repülőgépekből állt:

### A flotta fejlesztése
A 2000-es évek során az Air Madagascar fel akarta újítani a flottáját. A két idősödő Boeing 737-200-as típusú repülőgépet (amelyeket 1970-ben szállítottak le a légitársaságnak), amelyeknek az átlagos életkora 36,7 év volt, 2006-ban nyugdíjazták, és modernebb Boeing 737-300-as repülőgépekre cserélték le őket. Ezt követően a légitársaság lecserélte négy Boeing 767-300ER és egy Boeing 767-300ER típusú repülőgépét egy Boeing 777-200ER típusú repülőgépre. A középkorú Boeing 777 repülőgépet két Airbus A340-300-as típusú repülőgéppel cserélték le 2012 márciusában, amelyeket az Air France légitársaságtól béreltek 2012 júniusától 2018-ig.

### Történelmi flotta
Az Air Madagascar régebben ilyen típusú repülőgépeket üzemeltetett:
| - ATR 42-300 - ATR 42-500 - Boeing 707 - Boeing 737-200 - Boeing 737-300 - Boeing 747-200B Combi | - Boeing 767-200ER - Boeing 767-300ER - Boeing 777-200ER - Douglas DC–3 - Douglas DC–4 - Nord 262 |

## Balesetek és incidensek
- 1963. július 15-én az Air Madagascar 5R-MAJ lajstromú Douglas DC–3 típusú repülőgépe lezuhant leszállás közben a Farafangana repülőtérnél. A fedélzeten tartózkodó 12 személyből 6 személy meghalt.[48]
- 1967. július 19-én az Air Madagascar 5R-MAD lajstromú Douglas DC–4 típusú repülőgépe felszállás közben, 720 méterrel a kifutópálya után újra érintkezett a talajjal, amiről visszapattant, és 500 méterrel az első ütközési pont után lezuhant az Ivato nemzetközi repülőtérnél. A repülőgépen tartózkodó 77 személyből 42 tragikusan elhunyt, köztük Albert Sylla, az akkori madagaszkári külügyminiszter. A balesetet az okozta, hogy felszállás közben ismeretlen okokból felrobbant az egyik hajtómű, és a repülő átesett.[49][50][51]
- 1981. július 24-én a légitársaság 5R-MGB lajstromú DHC–6 Twin Otter típusú repülőgépe nekiütközött egy hegynek Maroantsetrától északkeletre. A 112-es járat Maroantsetrából tartott az Antalaha-Antsirabato repülőtérre. A fedélzeten tartózkodó 19 főből mindenki elhunyt.[52][53]
- 2012. április 22-én az Air Madagascar 50-es járata, egy Airbus A340-300-as repülőgép, a Párizs-Charles de Gaulle repülőtér 26L kifutópályájának megközelítése közben átstartolt, miután a repülőgép azt jelezte, hogy a futómű nem biztonságos. Végül a pilóták 25 perccel később sikeresen landoltak a 27L kifutópályán. Az incidensben senki sem sérült meg.[54]
- 2015. augusztus 6-án az Air Madagascar 194-es járata, egy 5R-MFL lajstromú Boeing 737-300-as repülőgép, Antsiranana és Saint-Denis között félúton visszafordult, miután a pilóták hidraulikus problémát észleltek. A repülőgép végül 50 perccel később Antananarivóban landolt. Az incidens oka az volt, hogy a repülőgépen található négy hidraulikus pumpából az egyik meghibásodott. A fedélzeten tartózkodó 130 főből senki sem sérült meg.[55]
- 2015. december 26-án az Air Madagascar 822-es járata, egy 5R-MJE lajstromú ATR 72 típusú repülőgép túl keményen landolt az Ivato nemzetközi repülőtéren, és visszapattant a kifutópályáról. Ennek következtében a bal első futómű leszakadt, ez pedig ahhoz vezetett, hogy a második alkalommal, amikor a talajt érintette a futómű, az orrfutómű nem bírta el a repülőgépet, és 700 méteren keresztül csúszott a hasán, míg megállt. A repülőgépen tartózkodó utasokat gyorsan evakuálták a repülőgépből a kifutópályára. A balesetben senki sem sérült meg. A baleset idején egy zivatar vonult el a repülőtér felett.[56][57]
- 2016. április 1-jén az Air Madagascar 530-as járatán egy 5R-EJA lajstromú ATR 72-200-as repülőgépnek leszállás közben az egyik hajtóműve elkezdett füstölni. A repülőgép folytatta a leszállást Toamasinába, amely végül sikerrel járt. A légitársaság április 4-én bejelentette, hogy nem találtak semmilyen problémát a hajtóműben. Az incidensben senki sem sérült meg.[58][59]

## Fordítás
Ez a szócikk részben vagy egészben  az   Air Madagascar című angol Wikipédia-szócikk ezen változatának fordításán alapul.  Az eredeti cikk szerkesztőit annak laptörténete sorolja fel. Ez a jelzés csupán a megfogalmazás eredetét és a szerzői jogokat jelzi, nem szolgál a cikkben szereplő információk forrásmegjelöléseként.